# Serra de la Moixa
La Serra de la Moixa és una serra situada al municipis de Bagà a la comarca del Berguedà i el de Bellver de Cerdanya a la comarca de Cerdanya, amb una elevació màxima de 2.048 metres.